# Chaetostoma dermorhynchum
Chaetostoma dermorhynchum és una espècie de peix de la família dels loricàrids i de l'ordre dels siluriformes. Va ser descrit el 1887 per l'ictiòleg belgo-britànic George Albert Boulenger.
Els adults poden assolir fins a 25 cm de longitud total. Es troben a l'Amèrica del Sud: Equador.